# 368 a. C.
El año 368 a. C. fue un año del calendario romano prejuliano. En el Imperio romano se conocía como el Año del Tribunado de Cornelio, Pretextato, Estructo, Capitolino, Craso y Cicurino (o menos frecuentemente, año 386 Ab urbe condita).

## Acontecimientos
- La flota de Dionisio I de Siracusa es derrotada por la armada cartaginesa ante la fortaleza de Lilibeo.

## Fallecimientos
- Alejandro II de Macedonia

- Datos: Q227470